# Skate America
Skate America ist ein internationaler Eiskunstlaufwettbewerb, der einen Teil der Grand-Prix-Serie bildet. Er wird von der USFSA, dem US-amerikanischen Eiskunstlaufverband, ausgerichtet und findet jedes Jahr im Herbst an einem anderen Ort in den USA statt. Die Eiskunstläufer treten in den Disziplinen Einzellauf der Herren, Einzellauf der Damen, Paarlauf und Eistanzen gegeneinander an.
Das erste Skate America (offiziell „Norton Skate“ genannt) wurde 1979 in Lake Placid, New York ausgetragen. Mit Einführung der Grand-Prix-Serie wurde es 1995 ein Teil dieser.

## Medaillengewinner

### Sieger vor 1995
| Jahr | Austragungsort  | Damen            | Herren             | Paare                                   | Eistanzen                               |
| ---- | --------------- | ---------------- | ------------------ | --------------------------------------- | --------------------------------------- |
| 1979 | Lake Placid     | Lisa-Marie Allen | Scott Hamilton     | Sabine Baeß / Tassilo Thierbach         | Krisztina Regőczy / András Sallay       |
| 1980 | kein Wettbewerb |                  |                    |                                         |                                         |
| 1981 | Lake Placid     | Vikki de Vries   | Scott Hamilton     | Barbara Underhill / Paul Martini        | Judy Blumberg / Michael Seibert         |
| 1982 | Lake Placid     | Rosalynn Sumners | Scott Hamilton     | Jelena Walowa / Oleg Wassiljew          | Elisa Spitz / Scott Gregory             |
| 1983 | Rochester       | Tiffany Chin     | Brian Boitano      | Caitlin Carruthers / Peter Carruthers   | Elisa Spitz / Scott Gregory             |
| 1984 | kein Wettbewerb |                  |                    |                                         |                                         |
| 1985 | St. Paul        | Debi Thomas      | Jozef Sabovčík     | Jill Watson / Peter Oppegard            | Renee Roca / Donald Adair               |
| 1986 | Portland        | Tiffany Chin     | Brian Boitano      | Katy Keeley / Joseph Mero               | Isabelle Duchesnay / Paul Duchesnay     |
| 1987 | kein Wettbewerb |                  |                    |                                         |                                         |
| 1988 | Portland        | Claudia Leistner | Christopher Bowman | Natalja Mischkutjonok / Artur Dmitrijew | Susan Wynne / Joseph Druar              |
| 1989 | Indianapolis    | Tonya Harding    | Christopher Bowman | Natalja Mischkutjonok / Artur Dmitrijew | Maja Ussowa / Alexander Schulin         |
| 1990 | Buffalo         | Kristi Yamaguchi | Wiktor Petrenko    | Marina Jelzowa / Andrei Buschkow        | Stefania Calegari / Pasquale Camerlengo |
| 1991 | Oakland         | Tonya Harding    | Christopher Bowman | Calla Urbanski / Rocky Marval           | Tatjana Nawka / Samwel Gesaljan         |
| 1992 | Atlanta         | Yuka Satō        | Todd Eldredge      | Marina Jelzowa / Andrei Buschkow        | Maja Ussowa / Alexander Schulin         |
| 1993 | Dallas          | Oksana Bajul     | Wiktor Petrenko    | Jewgenija Schischkowa / Wadim Naumow    | Sophie Moniotte / Pascal Lavanchy       |
| 1994 | Pittsburgh      | Surya Bonaly     | Todd Eldredge      | Marina Jelzowa / Andrei Buschkow        | Elizabeth Punsalan / Jerod Swallow      |

### Sieger seit 1995

#### Einzellauf der Herren
| Jahr | Austragungsort   | Gold              | Silber                  | Bronze              |
| ---- | ---------------- | ----------------- | ----------------------- | ------------------- |
| 1995 | Detroit          | Todd Eldredge     | Michael Weiss           | Alexander Abt       |
| 1996 | Springfield      | Todd Eldredge     | Alexei Urmanow          | Alexei Jagudin      |
| 1997 | Detroit          | Todd Eldredge     | Jewgeni Pljuschtschenko | Alexander Abt       |
| 1998 | Detroit          | Alexei Jagudin    | Michael Weiss           | Alexei Urmanow      |
| 1999 | Colorado Springs | Alexei Jagudin    | Timothy Goebel          | Elvis Stojko        |
| 2000 | Colorado Springs | Timothy Goebel    | Alexei Jagudin          | Todd Eldredge       |
| 2001 | Colorado Springs | Timothy Goebel    | Takeshi Honda           | Alexander Abt       |
| 2002 | Spokane          | Brian Joubert     | Alexander Abt           | Matthew Savoie      |
| 2003 | Reading          | Michael Weiss     | Takeshi Honda           | Zhang Min           |
| 2004 | Pittsburgh       | Brian Joubert     | Ryan Jahnke             | Michael Weiss       |
| 2005 | Atlantic City    | Daisuke Takahashi | Evan Lysacek            | Brian Joubert       |
| 2006 | Hartford         | Nobunari Oda      | Evan Lysacek            | Alban Préaubert     |
| 2007 | Reading          | Daisuke Takahashi | Evan Lysacek            | Patrick Chan        |
| 2008 | Everett          | Takahiko Kozuka   | Johnny Weir             | Evan Lysacek        |
| 2009 | Lake Placid      | Evan Lysacek      | Shawn Sawyer            | Ryan Bradley        |
| 2010 | Portland         | Daisuke Takahashi | Nobunari Oda            | Armin Mahbanoozadeh |
| 2011 | Ontario          | Michal Březina    | Kevin van der Perren    | Takahiko Kozuka     |
| 2012 | Seattle / Kent   | Takahiko Kozuka   | Yuzuru Hanyū            | Tatsuki Machida     |
| 2013 | Detroit          | Tatsuki Machida   | Adam Rippon             | Max Aaron           |
| 2014 | Chicago          | Tatsuki Machida   | Jason Brown             | Nam Nguyen          |
| 2015 | Milwaukee        | Max Aaron         | Shōma Uno               | Jason Brown         |
| 2016 | Chicago          | Shōma Uno         | Jason Brown             | Adam Rippon         |
| 2017 | Lake Placid      | Nathan Chen       | Adam Rippon             | Sergei Woronow      |
| 2018 | Everett          | Nathan Chen       | Michal Březina          | Sergei Woronow      |
| 2019 | Las Vegas        | Nathan Chen       | Jason Brown             | Dmitri Alijew       |
| 2020 | Las Vegas        | Nathan Chen       | Vincent Zhou            | Keegan Messing      |
| 2021 | Las Vegas        | Vincent Zhou      | Shōma Uno               | Nathan Chen         |
| 2022 | Norwood          | Ilia Malinin      | Kao Miura               | Cha Jun-hwan        |
| 2023 | Allen            | Ilia Malinin      | Kévin Aymoz             | Shun Satō           |
| 2024 | Allen            | Ilia Malinin      | Kévin Aymoz             | Kao Miura           |

#### Einzellauf der Damen
| Jahr | Austragungsort   | Gold                 | Silber                   | Bronze                   |
| ---- | ---------------- | -------------------- | ------------------------ | ------------------------ |
| 1995 | Detroit          | Michelle Kwan        | Chen Lu                  | Irina Sluzkaja           |
| 1996 | Springfield      | Michelle Kwan        | Tonia Kwiatkowski        | Sydne Vogel              |
| 1997 | Detroit          | Michelle Kwan        | Tara Lipinski            | Jelena Sokolowa          |
| 1998 | Detroit          | Marija Butyrskaja    | Jelena Sokolowa          | Angela Nikodinov         |
| 1999 | Colorado Springs | Michelle Kwan        | Julija Soldatowa         | Jelena Sokolowa          |
| 2000 | Colorado Springs | Michelle Kwan        | Sarah Hughes             | Jelena Sokolowa          |
| 2001 | Colorado Springs | Michelle Kwan        | Sarah Hughes             | Wiktorija Woltschkowa    |
| 2002 | Spokane          | Michelle Kwan        | Ann Patrice McDonough    | Olena Ljaschenko         |
| 2003 | Reading          | Sasha Cohen          | Jennifer Kirk            | Shizuka Arakawa          |
| 2004 | Pittsburgh       | Angela Nikodinov     | Cynthia Phaneuf          | Miki Andō                |
| 2005 | Atlantic City    | Jelena Sokolowa      | Alissa Czisny            | Yoshie Onda              |
| 2006 | Hartford         | Miki Andō            | Kimmie Meissner          | Mao Asada                |
| 2007 | Reading          | Kimmie Meissner      | Miki Andō                | Caroline Zhang           |
| 2008 | Everett          | Kim Yuna             | Yukari Nakano            | Miki Andō                |
| 2009 | Lake Placid      | Kim Yuna             | Rachael Flatt            | Júlia Sebestyén          |
| 2010 | Portland         | Kanako Murakami      | Rachael Flatt            | Carolina Kostner         |
| 2011 | Ontario          | Alissa Czisny        | Carolina Kostner         | Viktoria Helgesson       |
| 2012 | Seattle / Kent   | Ashley Wagner        | Christina Gao            | Adelina Sotnikowa        |
| 2013 | Detroit          | Mao Asada            | Ashley Wagner            | Jelena Radionowa         |
| 2014 | Chicago          | Jelena Radionowa     | Jelisaweta Tuktamyschewa | Gracie Gold              |
| 2015 | Milwaukee        | Jewgenija Medwedewa  | Gracie Gold              | Satoko Miyahara          |
| 2016 | Chicago          | Ashley Wagner        | Mariah Bell              | Mai Mihara               |
| 2017 | Lake Placid      | Satoko Miyahara      | Kaori Sakamoto           | Bradie Tennell           |
| 2018 | Everett          | Satoko Miyahara      | Kaori Sakamoto           | Sofja Samodurowa         |
| 2019 | Las Vegas        | Anna Schtscherbakowa | Bradie Tennell           | Jelisaweta Tuktamyschewa |
| 2020 | Las Vegas        | Mariah Bell          | Bradie Tennell           | Audrey Shin              |
| 2021 | Las Vegas        | Alexandra Trussowa   | Darja Ussatschowa        | You Young                |
| 2022 | Norwood          | Kaori Sakamoto       | Isabeau Levito           | Amber Glenn              |
| 2023 | Allen            | Loena Hendrickx      | Isabeau Levito           | Niina Petrõkina          |
| 2024 | Allen            | Wakaba Higuchi       | Rinka Watanabe           | Isabeau Levito           |

#### Paarlauf
| Jahr | Austragungsort   | Gold                                    | Silber                                   | Bronze                                     |
| ---- | ---------------- | --------------------------------------- | ---------------------------------------- | ------------------------------------------ |
| 1995 | Detroit          | Marina Jelzowa / Andrei Buschkow        | Jenni Meno / Todd Sand                   | Jelena Bereschnaja / Oleg Sliakow          |
| 1996 | Springfield      | Oxana Kasakowa / Artur Dmitrijew        | Shelby Lyons / Brian Wells               | Stephane Stiegler / John Zimmerman         |
| 1997 | Detroit          | Marina Jelzowa / Andrei Buschkow        | Kyoko Ina / Jason Dungjen                | Jewgenija Schischkowa / Wadim Naumow       |
| 1998 | Detroit          | Jelena Bereschnaja / Anton Sicharulidse | Kristy Wirtz / Kris Wirtz                | Wiktorija Maksjuta / Wladislaw Schownirski |
| 1999 | Colorado Springs | Jamie Salé / David Pelletier            | Sarah Abitbol / Stéphane Bernadis        | Jelena Bereschnaja / Anton Sicharulidse    |
| 2000 | Colorado Springs | Jamie Salé / David Pelletier            | Shen Xue / Zhao Hongbo                   | Tatjana Totmjanina / Maxim Marinin         |
| 2001 | Colorado Springs | Jamie Salé / David Pelletier            | Kyoko Ina / John Zimmerman               | Tatjana Totmjanina / Maxim Marinin         |
| 2002 | Spokane          | Tatjana Totmjanina / Maxim Marinin      | Anabelle Langlois / Patrice Archetto     | Pang Qing / Tong Jian                      |
| 2003 | Reading          | Pang Qing / Tong Jian                   | Marija Petrowa / Alexei Tichonow         | Zhang Dan / Zhang Hao                      |
| 2004 | Pittsburgh       | Zhang Dan / Zhang Hao                   | Julija Obertas / Sergei Slawnow          | Rena Inoue / John Baldwin                  |
| 2005 | Atlantic City    | Zhang Dan / Zhang Hao                   | Rena Inoue / John Baldwin                | Julija Obertas / Sergei Slawnow            |
| 2006 | Hartford         | Rena Inoue / John Baldwin               | Dorota Siudek / Mariusz Siudek           | Naomi Nari Nam / Themistocles Leftheris    |
| 2007 | Reading          | Jessica Dubé / Bryce Davison            | Pang Qing / Tong Jian                    | Wera Basarowa / Juri Larionow              |
| 2008 | Everett          | Aljona Savchenko / Robin Szolkowy       | Keauna McLaughlin / Rockne Brubaker      | Marija Muchortowa / Maxim Trankow          |
| 2009 | Lake Placid      | Shen Xue / Zhao Hongbo                  | Tetjana Wolossoschar / Stanislaw Morosow | Zhang Dan / Zhang Hao                      |
| 2010 | Portland         | Aljona Savchenko / Robin Szolkowy       | Kirsten Moore-Towers / Dylan Moscovitch  | Sui Wenjing / Han Cong                     |
| 2011 | Ontario          | Aljona Savchenko / Robin Szolkowy       | Zhang Dan / Zhang Hao                    | Kirsten Moore-Towers / Dylan Moscovitch    |
| 2012 | Seattle / Kent   | Tatjana Wolossoschar / Maxim Trankow    | Pang Qing / Tong Jian                    | Caydee Denney / John Coughlin              |
| 2013 | Detroit          | Tatjana Wolossoschar / Maxim Trankow    | Kirsten Moore-Towers / Dylan Moscovitch  | Xenija Stolbowa / Fjodor Klimow            |
| 2014 | Chicago          | Juko Kawaguti / Alexander Smirnow       | Haven Denney / Brandon Frazier           | Peng Cheng / Zhang Hao                     |
| 2015 | Milwaukee        | Sui Wenjing / Han Cong                  | Alexa Scimeca / Chris Knierim            | Julianne Seguin / Charlie Bilodeau         |
| 2016 | Chicago          | Julianne Seguin / Charlie Bilodeau      | Haven Denney / Brandon Frazier           | Jewgenija Tarassowa / Wladimir Morosow     |
| 2017 | Lake Placid      | Aljona Savchenko / Bruno Massot         | Yu Xiaoyu / Zhang Hao                    | Meagan Duhamel / Eric Radford              |
| 2018 | Everett          | Jewgenija Tarassowa / Wladimir Morosow  | Alisa Efimova / Alexander Korowin        | Ashley Cain / Timothy Leduc                |
| 2019 | Las Vegas        | Peng Cheng / Jin Yang                   | Darja Pawljutschenko / Denis Chodykin    | Haven Denney / Brandon Frazier             |
| 2020 | Las Vegas        | Alexa Scimeca Knierim / Brandon Frazier | Jessica Calalang / Brian Johnson         | Audrey Lu / Misha Mitrofanov               |
| 2021 | Las Vegas        | Jewgenija Tarassowa / Wladimir Morosow  | Riku Miura / Ryūichi Kihara              | Alexandra Boikowa / Dmitri Koslowski       |
| 2022 | Norwood          | Alexa Scimeca Knierim / Brandon Frazier | Deanna Stellato-Dudek / Maxime Deschamps | Kelly Ann Laurin / Loucas Éthier           |
| 2023 | Allen            | Annika Hocke / Robert Kunkel            | Lia Pereira / Trennt Michaud             | Chelsea Liu / Balázs Nagy                  |
| 2024 | Allen            | Riku Miura / Ryūichi Kihara             | Ellie Kam / Danny O’Shea                 | Alisa Efimova / Misha Mitrofanov           |

#### Eistanz
| Jahr | Austragungsort   | Gold                                    | Silber                                  | Bronze                                       |
| ---- | ---------------- | --------------------------------------- | --------------------------------------- | -------------------------------------------- |
| 1995 | Detroit          | Pascha Grischtschuk / Jewgeni Platow    | Anschelika Krylowa / Oleg Owsjannikow   | Elisaweta Stekolnikowa / Dmitri Kasarliga    |
| 1996 | Springfield      | Anschelika Krylowa / Oleg Owsjannikow   | Irina Lobatschowa / Ilja Awerbuch       | Sophie Moniotte / Pascal Lavanchy            |
| 1997 | Detroit          | Elizabeth Punsalan / Jerod Swallow      | Barbara Fusar-Poli / Maurizio Margaglio | Anna Semenowitsch / Wladimir Fjodorow        |
| 1998 | Detroit          | Marina Anissina / Gwendal Peizerat      | Irina Lobatschowa / Ilja Awerbuch       | Barbara Fusar-Poli / Maurizio Margaglio      |
| 1999 | Colorado Springs | Barbara Fusar-Poli / Maurizio Margaglio | Irina Lobatschowa / Ilja Awerbuch       | Naomi Lang / Peter Tchernyshev               |
| 2000 | Colorado Springs | Barbara Fusar-Poli / Maurizio Margaglio | Margarita Drobiazko / Povilas Vanagas   | Shae-Lynn Bourne / Victor Kraatz             |
| 2001 | Colorado Springs | Shae-Lynn Bourne / Victor Kraatz        | Galit Chait / Sergei Sachnowski         | Margarita Drobiazko / Povilas Vanagas        |
| 2002 | Spokane          | Elena Hruschyna / Ruslan Hontscharow    | Tatjana Nawka / Roman Kostomarow        | Tanith Belbin / Benjamin Agosto              |
| 2003 | Reading          | Tanith Belbin / Benjamin Agosto         | Elena Hruschyna / Ruslan Hontscharow    | Isabelle Delobel / Olivier Schoenfelder      |
| 2004 | Pittsburgh       | Tanith Belbin / Benjamin Agosto         | Galit Chait / Sergei Sachnowski         | Megan Wing / Aaron Lowe                      |
| 2005 | Atlantic City    | Tanith Belbin / Benjamin Agosto         | Isabelle Delobel / Olivier Schoenfelder | Oxana Domnina / Maxim Schabalin              |
| 2006 | Hartford         | Albena Denkowa / Maxim Stawiski         | Melissa Gregory / Denis Petukhov        | Nathalie Péchalat / Fabian Bourzat           |
| 2007 | Reading          | Tanith Belbin / Benjamin Agosto         | Nathalie Péchalat / Fabian Bourzat      | Federica Faiella / Massimo Scali             |
| 2008 | Everett          | Isabelle Delobel / Olivier Schoenfelder | Tanith Belbin / Benjamin Agosto         | Sinead Kerr / John Kerr                      |
| 2009 | Lake Placid      | Tanith Belbin / Benjamin Agosto         | Anna Cappellini / Luca Lanotte          | Alexandra Zaretski / Roman Zaretski          |
| 2010 | Portland         | Meryl Davis / Charlie White             | Vanessa Crone / Paul Poirier            | Maia Shibutani / Alex Shibutani              |
| 2011 | Ontario          | Meryl Davis / Charlie White             | Nathalie Péchalat / Fabian Bourzat      | Isabella Tobias / Deividas Stagniūnas        |
| 2012 | Seattle / Kent   | Meryl Davis / Charlie White             | Jekaterina Bobrowa / Dmitri Solowjow    | Kaitlyn Weaver / Andrew Poje                 |
| 2013 | Detroit          | Meryl Davis / Charlie White             | Anna Cappellini / Luca Lanotte          | Maia Shibutani / Alex Shibutani              |
| 2014 | Chicago          | Madison Chock / Evan Bates              | Maia Shibutani / Alex Shibutani         | Alexandra Stepanowa / Iwan Bukin             |
| 2015 | Milwaukee        | Madison Chock / Evan Bates              | Wiktorija Sinizina / Nikita Kazalapow   | Piper Gilles / Paul Poirier                  |
| 2016 | Chicago          | Maia Shibutani / Alex Shibutani         | Madison Hubbell / Zachary Donohue       | Jekaterina Bobrowa / Dmitri Solowjow         |
| 2017 | Lake Placid      | Maia Shibutani / Alex Shibutani         | Anna Cappellini / Luca Lanotte          | Wiktorija Sinizina / Nikita Kazalapow        |
| 2018 | Everett          | Madison Hubbell / Zachary Donohue       | Charlène Guignard / Marco Fabbri        | Tiffany Zahorski / Jonathan Guerreiro        |
| 2019 | Las Vegas        | Madison Hubbell / Zachary Donohue       | Alexandra Stepanowa / Iwan Bukin        | Laurence Fournier Beaudry / Nikolaj Sørensen |
| 2020 | Las Vegas        | Madison Hubbell / Zachary Donohue       | Kaitlin Hawayek / Jean-Luc Baker        | Christina Carreira / Anthony Ponomarenko     |
| 2021 | Las Vegas        | Madison Hubbell / Zachary Donohue       | Madison Chock / Evan Bates              | Laurence Fournier Beaudry / Nikolaj Sørensen |
| 2022 | Norwood          | Madison Chock / Evan Bates              | Kaitlin Hawayek / Jean-Luc Baker        | Marie-Jade Lauriault / Romain Le Gac         |
| 2023 | Allen            | Madison Chock / Evan Bates              | Marjorie Lajoie / Zachary Lagha         | Evgeniia Lopareva / Geoffrey Brissaud        |
| 2024 | Allen            | Lilah Fear / Lewis Gibson               | Madison Chock / Evan Bates              | Olivia Smart / Tim Dieck                     |